# Кедус Гарбе
Кедус Гарбе — негус Ефіопії з династії Загве. Був сином Джена Сеюма та братом Татадіма.

## Правління
Намагався зменшити вплив Єгипту на Ефіопську церкву, збільшивши кількість єпископів у своїй країні до семи. Утім, піти на такий крок він міг лише з дозволу патріарха Олександрійського, тому імператор надіслав відповідного листа патріарху й мусульманському правителю Єгипту. Спочатку правитель прихильно поставився до прохання негуса, утім прелат застеріг його надавати дозвіл на призначення власних архієпископів, що призвело до ворожнечі між християнами та їхніми мусульманськими сусідами.